# دروغ‌های کوچک بزرگ (رمان)
دروغ‌های کوچک بزرگ (انگلیسی: Big Little Lies) رمانی نوشتهٔ لیان موریارتی است که در سال ۲۰۱۴ منتشر شد و در لیست پرفروش‌ترین کتاب‌های سال قرار گرفت.